# 현감도거원철비
현감도거원철비(縣監都擧元鐵碑)는 대한민국 전라남도 고흥군 고흥읍 행정리에 있는 철비이다. 2019년 9월 25일 고흥군의 향토문화재 제8호로 지정되었다.

## 개요
현감 도거원 철비는 도거원이 흥양현감으로 1652년 6월 도임하여 1654년 4월 재임 중 모친상을 당하여 삼년상을 치른 후 홍주교수로 옮기면서 남겨진 유적이다.
철비는 도거원이 흥양현감으로 재임당시 제작되었는지 아니면 그 후 지역민에 의해 제작 설치되었는지 알 수 없으나 국내 잔존하는 철비 중 두께가 가장 두껍고 형태상으로 일반적 철비 보다는 석비와 유사한 형태를 가진다.
이수는 용(龍)문양이 담겨있고 비신에는 특별한 내용 없이 '縣監都候擧元淸○○~'이 남아 있으며, 비좌 부분은 확인 할 수 없다. 제작년대의 역사성이나 재질 및 형태면에서 학술적, 예술적 가치가 매우 크다.

## 지정 사유
도거원 철비는 재질면, 형태면으로 보아 우리나라 철비 중 가장 이른 시기로 보이며, 도거원 철비가 가지는 가치가 조선 후기 우리지역의 철 생산 활동을 알 수 있는 귀중한 자료로 판단된다.